# Robert Franklin
Robert Anthony Franklin (* 20. Januar 1981) ist ein ehemaliger US-amerikanischer Basketballspieler.

## Laufbahn
Franklin spielte in seiner Heimat USA Basketball auf Hochschulniveau am Lassen College in Kalifornien sowie an der New Mexico Highlands University (zweite Division der NCAA). 2007 begann er seine Profilaufbahn in Deutschland und spielte für den BSV Wulfen in der ersten Regionalliga.
Zwischen 2008 und 2014 war der US-Amerikaner Führungsspieler bei Citybasket Recklinghausen und stieg mit der Mannschaft 2010 von der zweiten in die erste Regionalliga auf, 2012 folgte der Aufstieg in die 2. Bundesliga ProB. In den Spielzeiten 2010/11 und 2011/12 wurde er vom Internetdienst eurobasket.com als Spieler des Jahres der ersten Regionalliga West ausgezeichnet. Auch in der ProB war Franklin im Recklinghäuser Dress ein Führungsspieler und erzielte in den Saisons 2012/13 sowie 2013/14 jeweils zweistellige Mittelwerte in den statistischen Kategorien Punkte pro Spiel und Rebounds pro Spiel. 2014 sicherte sich Recklinghausens Ligakonkurrent Herten Franklins Dienste. Im Januar 2016 kehrte er nach Recklinghausen zurück.
Zur Saison 2016/17 wechselte Franklin zu den Oettinger Rockets. Er führte die zweite Herrenmannschaft des Vereins zum Aufstieg in die erste Regionalliga und verbuchte zudem Kurzeinsätze in der ProA-Mannschaft der Thüringer, die in dieser Saison als Vizemeister den Aufstieg in die Basketball-Bundesliga schafften. In der Saison 2017/18 stieg er mit der zweiten Mannschaft der Rockets als Meister der Regionalliga Süd-Ost in die 2. Bundesliga ProB auf. Die Rockets nahmen den Aufstieg jedoch nicht wahr, Franklin spielte fortan wie ein Großteil der Aufstiegsmannschaft für die neugegründeten Basketball Löwen Erfurt in der 2. Bundesliga ProB. In der Saison 2018/19 führte er die 2. Bundesliga ProB in der Punktrunde in der statistischen Wertung „Rebounds pro Spiel“ mit 12,2 an.
Im Vorfeld der Saison 2020/21 ging er zu den BiG Rockets Gotha (mittlerweile in der 2. Regionalliga) zurück. Er bestritt zwei Spiele für die Mannschaft, ehe der Spielbetrieb wegen der COVID-19-Pandemie abgebrochen wurde.